# Rhizomyia fasciata
Rhizomyia fasciata är en tvåvingeart som beskrevs av Jean-Jacques Kieffer 1904. Rhizomyia fasciata ingår i släktet Rhizomyia och familjen gallmyggor.
Artens utbredningsområde är Frankrike. Inga underarter finns listade i Catalogue of Life.